# Friedrich Schneider (Geistlicher)

Friedrich Schneider

Friedrich Schneider (* 7. August 1836 in Mainz; † 21. September 1907 ebenda) war Geistlicher und Kunstwissenschaftler.

## Leben
Schneider wurde 1836 als ältester Sohn des Kaufmanns Johann Adam Schneider und seiner Ehefrau Therese, geb. Scheublein, geboren. Eine kaufmännische Lehre brach er ab, um sich dem geistlichen Stande zu widmen. 1859 wurde er zum Priester geweiht und 1861 als Dozent für Liturgik und Geschichte der christlichen Kunst in das Mainzer Priesterseminar berufen. 1869 wurde er zum Dompräbendaten gewählt, 1888 zum Geistlichen Rat und 1891 zum Domkapitular ernannt. 1894 folgte die Ernennung zum päpstlichen Hausprälaten und 1906 die zum Apostolischen Protonotar. 1884 wurde er in Freiburg zum Dr. theol. promoviert; 1862–67 war er als Diözesanpräses für die Gesellenvereine tätig, 1866 und 1870 in der Seelsorge für die Kriegsverwundeten. Er starb 1907 in Mainz.

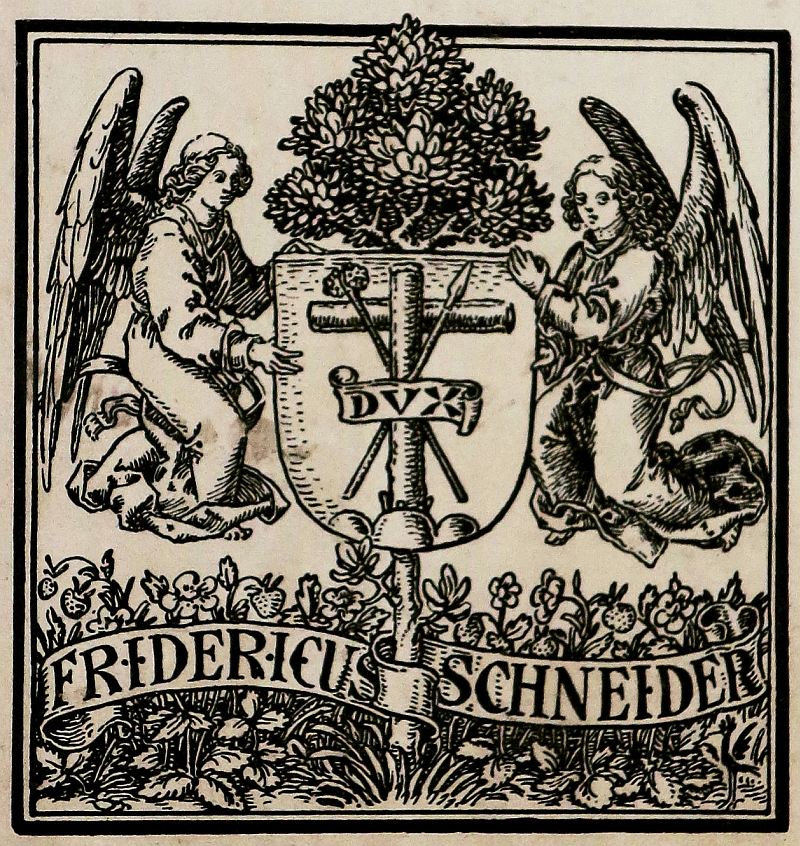
Exlibris Fridericus Schneider

## Wirken
Neben seinen geistlichen Verpflichtungen widmete sich Schneider intensiv der Kunstgeschichte und der Denkmalpflege mit dem Schwerpunkt Mainz. In ca. 300 Veröffentlichungen äußerte er sich u. a. zu Baugeschichte und Restaurierungen des Mainzer Domes, des Kurfürstlichen Schlosses zu Mainz, des Domes zu Worms, der Katharinenkirche in Oppenheim, des Münsters zu Freiburg, ebenso zur Erhaltung von zahlreichen Denkmälern und wiederentdeckten Kunstobjekten. Als heute noch maßgebliches Standardwerk zur Baugeschichte des Mainzer Domes gilt seine 1886 erschienene Monographie: „Der Dom zu Mainz – Geschichte und Beschreibung des Baues und seiner Wiederherstellung“, die eine erste umfangreiche Bestandsaufnahme des Gebäudes darstellt, auf deren Erkenntnissen die Mehrzahl der weiteren Veröffentlichungen zum Dom beruhen.
Schneider wandte sich gegen die Verfechter der Vorherrschaft der Gotik im Sakralbau und nahm für Renaissance und Barock Stellung. Auch dem Neubau der Bonifatiuskirche in Mainz gab er Impulse. Seine reformerischen, liberalen Ideen stießen oft auf Widerstand der konservativen Kräfte in geistlichen und kulturellen Kreisen.
Zusammen mit dem Briten Sir John Sutton, 3. Baronet, setzte er sich für die Gründung des Kiedricher Chorstifts ein und den damit verbundenen Nachdruck eines Mainzer Graduale aus dem 18. Jahrhundert, eine drucktechnisch bedeutende Unternehmung. Schneiders unermüdlichem Einsatz für die Druckkunst verdankten die Druckereien seiner Heimatstadt (Wallau, Joh. Falk Söhne, Philipp von Zabern) Anregungen und Aufträge. Für die graphische Gestaltung von Büchern, aber auch für Gebrauchsgraphik empfahl er bevorzugt den in Mainz geborenen Graphiker und Radierer Peter Halm.
Mit Sutton bereiste er Belgien, die Niederlande und Frankreich, wo er den Abt von Solesmes, Dom Prosper Guéranger, kennenlernte. Dieser strebte eine liturgische Erneuerung an und veröffentlichte hierzu L’Année liturgique, an dessen Übersetzung ins Deutsche Schneider entscheidenden Anteil hatte.
1882 unternahm er eine dreimonatige Reise nach Griechenland, die Türkei, Ägypten und Sizilien.
Zu den vielen, die Schneider um Rat und Hilfe in künstlerischen Dingen baten, gehörten auch das preußische Kronprinzenpaar, der spätere Kaiser Friedrich III. und seine Frau Viktoria, die nach 1888 ihren Witwensitz in Kronberg errichtete und mit Schneider weiter in Verbindung blieb. Auch der Berliner Hof holte sich 1893 Rat bei ihm wegen eines Jubiläumsgeschenks für Papst Leo XIII und verlieh ihm zum Dank für seine Vermittlertätigkeit den Roten Adlerorden.
In den Kulturkampf des ausgehenden 19. Jahrhunderts mischte er sich nicht aktiv ein, äußerte sich aber in Briefen engagiert zur Stellung der Katholiken in der deutschen Wissenschaft und über die Ausbildung der Theologen.
Er gehörte dem ersten Denkmalrat an, der aufgrund des 1902 im Großherzogtum Hessen erlassenen neuen Denkmalschutzgesetzes, des ersten modernen Denkmalschutzgesetzes in Deutschland, zusammentrat.
Zu seinem 70. Geburtstag erhielt Schneider eine Festschrift, in der Künstler, Gelehrte und Druckwissenschaftler ihn mit Beiträgen aus allen Bereichen des kulturellen Lebens seiner Zeit ehrten. Hier findet sich auch ein Verzeichnis aller bis dahin erschienenen Veröffentlichungen des Jubilars.
Seine etwa 30.000 Briefe umfassende Korrespondenz ist noch nicht vollständig aufgearbeitet. Eine Monographie über ihn existiert nicht.

## Würdigung
Die Mainzer Martinus-Bibliothek veranstaltete zum 100. Todestag eine Ausstellung Friedrich Schneider, ein Mainzer Kulturprälat vom 21. September 2007 bis 25. Januar 2008. Die der Ausstellung angeschlossenen Vorträge sind in einem Sammelband veröffentlicht worden.

## Veröffentlichungen (Auswahl)
- Die Katharinenkirche zu Oppenheim und ihre Denkmäler, Mainz 1877
- Mittelalterliche Ordensbauten in Mainz, Mainz 1879
- Die St. Pauluskirche in Worms, ihr Bau und ihre Geschichte, Festgabe zur Eröffnung des Paulus-Museums am 9. Oktober 1881
- Der Dom zu Mainz, Geschichte und Beschreibung des Baues und seiner Wiederherstellung. Berlin 1886
- Mainz und seine Drucker. In: Gedenkblätter zur Gutenbergfeier 1887, Mainz 1887
- Gotik und Kunst. Brief an einen Freund. Mainz 1888
- Denkschrift zur Herstellung des ehemaligen kurfürstlichen Schlosses zu Mainz, verfaßt im Auftrag der städtischen Verwaltung, Mainz 1897
- Altmainzer Erinnerungen, 1898
- Peter Halm und seine Druckverzierungen, Mainz ca. 1900, siehe auch Digitalisat. Abgerufen am 20. November 2019.
- Matthias Grünewald und die Mystik, Mainz 1904
- Die Trinkschale des heiligen Lutwinus zu Mettlach, Mainz 1905, siehe auch Digitalisat. Abgerufen am 20. November 2019.
- Wennemar von Bodelschwingh (1558-1605). Leben, Haus und Habe. Ein Mainzer Domherr der erzstiftlichen Zeit. Freiburg 1907
- Kunstwissenschaftliche Studien. Gesammelte Aufsätze von Friedrich Schneider. Erster Band: Kurmainzer Kunst, hrsg. von Erwin Hensler, Wiesbaden 1913
- Orientreise. Nach der Transkription von Gabriele Lambert herausgegeben von Helmut Hinkel, Mainz, Verlag Philipp von Zabern 2008. 172 Seiten mit 75 Zeichnungen von Friedrich Schneider, 20 historischen Fotografien und einer Karte.